# داک لایپزیک

لوگوی رسمی داک لایپزیک

داک لایپزیک (آلمانی: Internationale Leipziger Festival für Dokumentar- und Animationsfilm, kurz DOK Leipzig)، (انگلیسی: DOK Leipzig) یکی از قدیمی‌ترین جشنواره‌های مستند جهان است که هر ساله در لایپزیگ آلمان برگزار می‌شود.
این رویداد سینمایی یک جشنواره بین‌المللی فیلم برای آثار مستند و انیمیشن است که در سال ۱۹۵۵ با نام اولین جشنواره فیلم‌های مستند و فرهنگی لایپزیگ در آلمان برگزار شد و اولین جشنواره فیلم مستقل در آلمان شرقی بود.
در سال ۱۹۹۵بخش جدید رقابتی برای اکران فیلم‌های انیمیشن به داک لایپزیک اضافه شد. در ۲ دهه اخیر داک لایپزیک، سالانه بیش از ۳۰ هزار مخاطب داشته‌است.

## نگارخانه

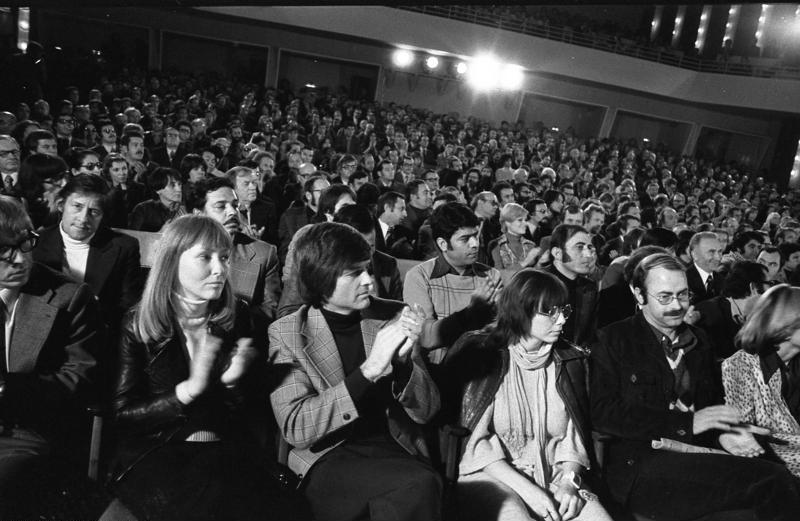
داک لایپزیک ۱۹۷۶

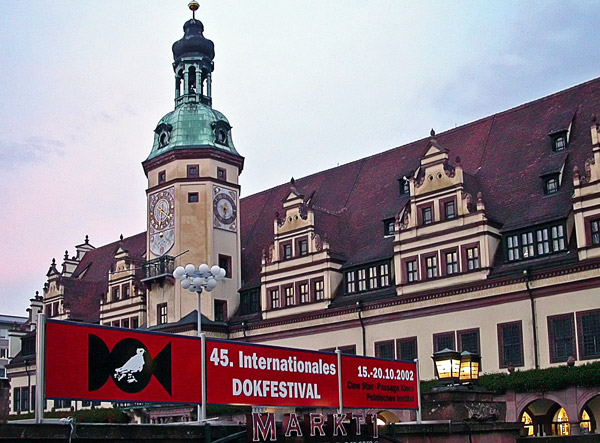
داک لایپزیک ۲۰۰۲